# Tony Bialousz
Tony Bialousz (14 december 1961) is een Belgisch voormalig voetballer die speelde als middenvelder.

## Carrière
Bialousz speelde voor Waterschei, KRC Genk en Sint-Truiden.

## Erelijst
- Waterschei
  - Beker van België: 1981/82